# 第三代鄧加文子爵查爾斯·波以耳
查爾斯·波以耳（英語：Charles Boyle，1639年12月12日—1694年10月12日），第三代鄧加文子爵，是第一代伯林頓伯爵理察·波以耳之子。

## 家庭
1661年，查爾斯·波以耳和薩默塞特公爵威廉·西摩的女兒珍·西摩（Jane Seymour，1637—1679）結婚，兩人共有2子3女：
1. 查爾斯（？年—1704年）
2. 伊莉莎白（1662年—1703年）
3. 瑪麗（約1664年—1709年）
4. 亨利（英语：Henry Boyle, 1st Baron Carleton）（1669年—1725年）
5. 阿拉貝拉（約1671年—1750年）